# Alfred Lundgren (ingenjör)
Johan Alfred Lundgren, född 10 juli 1879 i Malmö, död 18 juni 1946 i Stockholm, var en svensk telegraftjänsteman och maskiningenjör. 

## Biografi
Lundgren avlade mogenhetsexamen vid Malmö högre allmänna läroverk 1897 och var därefter lärling vid Kockums Mekaniska Verkstads AB 1897-1898. År 1898 blev han elev vid Kungliga tekniska högskolan och avlade avgångsexamen från fackskolan för maskinbyggnadskonst och mekanisk teknologi där 1901.
Lundgren blev 1902 elev vid telegrafverket, 1903 extra ordinarie telegrafassistent, samt 1903 extra ordinarie och 1910 ordinarie linjeingenjör. Han var byråingenjör i telegrafstyrelsen 1914-1920 och drivande bakom att 1918-1919 införa rikskablar för långdistanstelefoni för att därigenom förbättra kvaliteten på långdistanssamtalen. Han var 1918-1923 ledamot av kommunikationsverkets lönekommitté, blev 1920 byrådirektör i telegrafstyrelsen och var 1928-1941 byråchef vid ekonomi- och kanslibyrån där.
Lundgren var 1928-1944 ledamot av statistiska tabellkommissionen, samt ordförande i kommittén angående automatisering av telefonnätet på landsbygden 1930-1933. 1940 var han ledamot av kommittén angående telegrafverkets organisation. Åren 1941-1944 var han överdirektör i telegrafstyrelsen och 1944-1945 ordförande i 1944 års telefonkommitté.

### Familj
Alfred Lundgren var son till telegrafkommissarien Jöns Lundgren, och bror till Karl Hjalmar Lundgren.